# ثنائي كبريتيد ثنائي الفينيل
ثنائي كبريتيد ثنائي الفينيل هو مركب كبريت عضوي صيغته C6H5S)2)، ويوجد على شكل صلب بلوري عديم اللون. يرمز له Ph2S2، وهو واحد من أكثر مركبات ثنائي الكبريتيد العضوية المصادفة.

## التحضير
يحضر المركب من أكسدة ثيوفينول بمؤكسد لطيف مثل اليود:
{\displaystyle {\ce {2 PhSH + I2 -> Ph2S2 + 2 HI}}}
كما يمكن أن يستخدم بيروكسيد الهيدروجين مؤكسداً.

## الخواص
يوجد المركب في الشروط القياسية على شكل صلب بلوري عديم اللون، وهو لا ينحل في الماء؛ ولكنه ينحل في ثنائي إيثيل الإيثر والبنزين وثنائي كبريتيد الكربون ورباعي هيدرو الفوران.
كما هو الحال مع مركبات ثنائي الكبريتيد العضوية الحاوية على مركز C2S2 فإن Ph2S2 ليس مستوياً، وتبلغ زاوية ثنائية السطح مقدار 85°.

## الاستخدامات
يستخدم هذا المركب بشكل رئيسي في الاصطناع العضوي لتحضير مستبدلات فينيل الكبريت.
كما يمكن أن يستخدم حفازاً لتفاعلات التصاوغ الهندسي مقرون-مفروق (cis-trans) في الألكينات تحت إشعاع من الأشعة فوق البنفسجية.